# 大青山街街道
大青山街街道，是中华人民共和国内蒙古自治区呼和浩特市新城区下辖的一个乡镇级行政单位。

## 历史
2001年，毫沁营乡撤乡设镇。2009年，改为成吉思汗大街街道。2024年4月7日，更名为大青山街街道。

## 行政区划
大青山街街道下辖以下地区：
新兴社区、新民社区、青山街社区、红山口村、代州营村、三卜树村、哈拉沁村、哈拉更村、乌兰不浪村、生盖营村、讨思浩村、上石头新营村、下石头新营村。